# ジェットセットラジオ (パチスロ)
ジェットセットラジオは2003年にロデオが発売したAタイプのパチスロ機。セガのゲームソフト、ジェットセットラジオをモチーフとしている。

## 特徴
ストックタイプでボーナスは一旦ストックされ、特定の契機によって放出される。システムは同じロデオの『旋風の用心棒』をほぼ踏襲している。
放出の契機は
- 小役あるいはリプレイの7連続
- ボーナス成立時に行われる放出抽選に当選

で放出される。
しかし、自力で小役やリプレイの7連続を達成するのはほぼ不可能である。しかし、ジェットチャンスに突入すると10G継続で高確率で成立するベルの押し順がナビゲートされるので、容易に特にベルを7連続で取りこぼさずに取ることが出来、ボーナスが放出されるということになる。
なお、ジェットチャンスは抽選が低確率状態と高確率状態に別れていて、通常時の純ハズレによって抽選される。高確率状態はBB終了後平均70G（小役ゲーム時の小役出現によって上乗せあり）、RB終了後平均20Gあり、その間は設定によって1/1.6（設定6）から1/5.5（設定1）の確率で当選する。また低確率時では1/4.6（設定6）から1/62.7（設定1）の確率となっている。